# Blackest Night
«Темнейшая ночь» (англ. Blackest Night) — ограниченная кроссовер-серия комиксов, опубликованных компанией DC Comics в 2009 и 2010 годах, объединяющая сразу несколько комикс-серий DC. Написанная писателем Джеффом Джонсом и иллюстрированная художником Иваном Рейесом, серия рассказывает о событиях, происходящих во Вселенной DC Universe в заключительный этап Войны Света, в том числе многих смертях и воскрешениях супергероев и конфликте вокруг эмоционального спектра силы. Весь кроссовер был опубликован за восемь месяцев и основная часть сюжета была показана Вlackest Night и серию Green Lantern, а дополнительные выпуски выходили в рамках многих комикс-серий издательства DC Comics.

## Предпосылки
Впервые о Темнейшей ночи было упомянуто в заключительном эпизоде сюжетной линии Война Корпуса Синестро, в выпуске Green Lantern vol. 4 #25. Когда наступает разгар войны с Корпусом Синестро, четыре Зелёных Фонаря — Кайл Райнер, Хэл Джордан, Джон Стюарт и Гай Гарднер — говорят с одними из Стражей Вселенной по имени Гансет и Сайд. Стражи рассказывают, что в Книге Оа описано пророчество под названием «Темнейшая ночь», согласно которому начнется Война Света и объединит пять Корпусов, каждый из которых будет получать силу из своего света спектра, соответствующего своей эмоции. Война развернется и в конечном итоге уничтожит Вселенную. Автор Джефф Джонс говорит, что пророчество берет начало в истории писателя Алана Мура «Tygers», в котором затрагивается тема восстания врагов Стражей Вселенной — Оружейников Кварда, живого города Ранкс Сентиент и детей Белого Лобе, а также уничтожение Зелёных Фонарей и смерть Содама Ята и Мого. Однако Атроцитус отрицает точность этого пророчества, считая его обманом Стражей.
Позже Джефф Джонс рассказал в интервью IGN, что Некрон является лидером Корпуса Чёрных Фонарей, хотя первоначально намеревался сохранить этот элемент сюжета в тайне. Комментируя выбор персонажа на роль лидера, Джонс сказал следующее:

Это никогда не было для меня вопросом. Если бы я собирался сделать сюжет Зелёного Фонаря о воскрешении мертвецов, я использовал бы в нём Некрона. Он долгое время оставался в тени, в отличие от Чёрной Руки, Синестро, Гектора Хаммонда, которые появлялись в комиксах в течение десятилетий. Он именно тот, кого я хотел бы переосмыслить и перестроить. И снова Иван вместе с Джо Прадо сделали невероятную работу по переосмыслению персонажа.
В тизере к сюжетной линии было заявлено следующее: «Силы страха и силы воли должны объединиться, потому что во Вселенной восстанут мёртвые», и были изображены разлагающиеся тела с чёрными кольцами на пальцах. Джефф Джонс и Итан Ван Скивер в интервью уточнили, что «Темнейшая ночь» является третьей частью трилогии, которая началась серией Зелёный Фонарь: Возрождение и продолжилась в серии Война Корпуса Синестро. Также, в интервью IGN Джонс, что он имеет намерение выпускать серию ежемесячно, вплоть до номера Green Lantern #55. Подробности сюжета «Темнейшей ночи» появились в выпуске DC Universe #0, где был изображен злодей Чёрная Рука, обнаруживший Чёрную Батарею Силы на планете Риат.
Первый выпуск Blackest Night #0 был выпущен на Free Comic Book Day в 2009 году и является подводящим к непосредственным событиям, начинающимся в Blackest Night #1 и продолжающимися до #8 в ежемесячных выпусках. Кроме этого, были выпущены врезки в сюжет в рамках серий Green Lantern и Green Lantern Corps, а также три номера Blackest Night: Tales of the Corps. Одновременно с основным сюжетом выходили выпуски, посвященные отдельным персонажам: Супермену, Бэтмену, Чудо-женщине, Флэшу, Обществу Справедливости Америки и Титанам. На премьере первого выпуска серии планировал появиться Итан Ван Скивер, как это было во время премьеры Войны Корпуса Синестро, но из-за его работы над Флэш: Возрождение этого не произошло. Тем не менее, он до сих пор работает над кавер-артами к «Темнейшей ночи» вместе с Иваном Рейесом.

## Сюжет

### Вступление
Зелёные Фонари Эш и Саарек получают сообщения из сектора 666 и, отправившись туда, находят там Чёрную Батарею Силы. После прикосновения к ней, Саарек успел сообщить, что он разбудил что-то внутри. После оба Фонаря были убиты чудовищной рукой, которая показалась из Батареи, и послышалось слово «плоть». В Корпусе Зелёных Фонарей поле астероидов располагается в недоступной области Вселенной и, по-видимому, является частями планеты Ксанши, которая была разрушена огромным количеством колец.

### Основные события
В Готэм-сити Чёрная Рука извлекает из могилы череп Брюса Уэйна и совершает с ним ритуал, который позволяет ему контролировать Чёрную Батарею Силы.
Стражи на Оа, наблюдая за Войной Света, понимают, что Гансет и Сайд были правы, но им не удается удержать Стража по имени Скар от интервенции, и она убивает одного из них и попадает в тюрьму. На склеп планеты Оа нападают тысячи чёрных колец, появившихся с неба, чтобы воскресить умерших Фонарей в качестве зомби для своего Корпуса, а тем временем Хэл Джордан и Флэш на Земле проводят расследование смерти Брюса Уэйна и попадают под нападение Марсианского Охотника за головами в качестве Чёрного Фонаря. На Оа кольца воскресили Зелёных Фонарей, находившихся в склепе. Человек-ястреб и Орлица погибают от рук Чёрных Фонарей Удлиняющегося Человека и Сью Дибни, и сами вскоре становятся членами Чёрного Корпуса.
Во время нападения Чёрных Фонарей Атома и Рональда Реймонда на Хэла Джордана и Флэша, к ним прибывает Племя Индиго и используя свои кольца вместе с кольцом Хэла помогают им справиться. Индиго-1 сообщает, что для того, чтобы победить Корпус Чёрных Фонарей, нужно объединиться всем семи Корпусам. Она телепортирует Хэла и других оставшихся в живых героев, спасаясь от атаки Чёрных Фонарей, которые начали оживлять супергероев, захороненных в Зале Почёта Лиги Справедливости.
Индиго-1 раскрывает тайну, что для того, чтобы одолеть Чёрных Фонарей, необходимо создать белый свет, объединив вместе цвета всех Корпусов. Она призывает пригласить объединиться бывших врагов против одного общего врага. Они отправляются к лидерам других Корпусов и призывают Атроцитуса, Святого Уолкера, Синестро, Ларфлиза и Кэрол Феррис. Тем временем, Лига Справедливости, Титаны, Уолли Уэст и Барри Аллен собираются в Кост-сити. Прибыв на Землю, Хэл и остальные лидеры Корпусов увидели, что Скар телепортировала в Кост-сити Центральную Чёрную Батарею Силы, и теперь Некрон возрождает с её помощью людей, превращая их в зомби. Используя труп Бэтмена (позже выяснилось, что это не Брюс Уэйн, а его клон), Некрон посылает кольца другим героям — Чудо-женщине, Супермену, Зелёной Стреле, Донне Трой, Льду, Супербою и Энимал Мэну, возрождая их в качестве Чёрных Фонарей.
Джон Стюарт сообщает Джордану, что каждый Чёрный Фонарь во Вселенной направляется к Земле. Джордан говорит ему, что для того, чтобы создать белый свет нужны члены каждого из Корпусов. Они призывают на Землю оставшихся в живых членов, а Гансет дублирует кольца лидеров, давая их другим героям, не состоявшим ни в одном из Корпусов, для того, чтобы увеличить их силу: так, жёлтое кольцо получил Пугало, зелёное — Гансет, голубое — Барри Аллен, красное — Мера, оранжевое — Лекс Лютор, синее — Атом, фиолетовое — Чудо-женщина(что отделило её от Чёрного Фонаря).
Лидеры и члены Корпусов вступили в бой с Некроном, но победить его не выходило, так как оранжевый цвет жадности поглотил Лекса Лютора. Джон Стюарт попытался остановить армию Чёрных Фонарей, совместив свою силу с силой шести остальных колец, как говорила Индиго-1, но это тоже не возымело эффект, сделав Некрона только сильнее.
Некрон убивает Стража Вселенной и использует его кровь чтобы создать кокон. Гансет говорит, что это — белая Сущность, которая породила всё живое во Вселенной. Хэл понимает, что Сущность действует также, как Параллакс и Ион — ей нужна оболочка, чтобы существовать и пытается слиться с ней, но его останавливает Синестро, сказав, что его предчувствие, говорит что это — его долг. Он говорит, что внутри него голоса говорят ему «Таал Синестро с Коругара. Судьба ждет».
Синестро сливается с Сущностью и почти сразу умирает от руки Некрона, но его оживляет белое кольцо. Синестро удается убить Некрона, но он тут же перерождается в качестве Чёрного Фонаря, сказав что «смерть нельзя убить». Гансет говорит Синестро, что он не в состоянии контролировать Сущность. Прибывает Гай Гарднер, который сообщает, что убитый злодей Чёрная Рука связывает Некрона с миром живых и должен быть возрожден, чтобы одолеть Некрона. Некрон отделяет Синестро от Сущности и с ней успевает слиться Хэл, прежде чем Некрон уничтожит её или отправит в мир мертвецов. Хэл превращает себя и Чёрных Фонарей, находящихся поблизости, в Белых Фонарей, а также воскрешает Чёрную Руку, а также освобождает Анти-монитора из Чёрной Батареи. Некрон нападает на Анти-монитора и отправляет его обратно, в Анти-материальную Вселенную на планету Квард.
Чёрная Рука извергает из себя белые кольца, которые разрушают Некрона. Двенадцать колец, которые произвёл Чёрная Рука, воскресили двенадцать Чёрных Фонарей: Максвелла Лорда, Профессора Зума, Джейд, Ястреба, Капитана Бумеранга, Огненного Шторма (Ронни Реймонда), Марсианского Охотника за головами, Аквамена, Дэдмена, Осирисса, Человека-ястреба и Орлицу. Они нападают на Некрона и им удается уничтожить его. Все воскрешенные Некроном и оставшиеся в живых, превратились в членов Корпуса Белых Фонарей и были воскрешены по-настоящему.
Увидев, что Аквамен жив, любовь Меры лишает её своего кольца. Орлица вспоминает о своей прошлой жизни, снимает шлем, чтобы показать Человеку-ястребу что она Шайера Холл. Супермен радуется возвращению Дж’онна Дж’онза, а Огненный Шторм (Ронни Реймонд) отделяет от себя сущность Джейсона Раша и последний огорчен, что убил свою подругу. Джейд целует Кайла Райнера, не зная, что он теперь уже влюблён в Сораник Нату. Осирисс говорит, что хочет вернуться домой, а Супербой и Кид Флэш, не зная его до этого, пытаются выяснить кто он такой. Святой Уолкер замечает, что отсутствуют члены Племени Индиго, а также Чёрная Рука, который ушёл с ними.

### Последствия
После битвы Хэл и Барри Аллен изображены на могиле Брюса Уэйна. Аллен задается вопросом, почему Сущность воскресила только отдельных людей, а не всех погибших героев. У Хэла нет ответа, но несмотря на это, так как он был связан с сущностью, он может чувствовать её нахождение в пространстве. Это знаменует окончание Темнейшей ночи и начало Светлейшего дня и можно увидеть Белую Батарею Силы в кратере, а Чёрная Рука, в цепях, следует за Племенем Индиго.

## Цвета Корпусов
В Войне Света участвовали следующие Корпуса, использующие эмоциональный спектр силы в качестве источника своих способностей:
| Название               | Цвет       | Соответствующая эмоция или процесс жизнедеятельности |
| ---------------------- | ---------- | ---------------------------------------------------- |
| Корпус Красных Фонарей | Красный    | Ярость                                               |
| Оранжевый Агент        | Оранжевый  | Алчность                                             |
| Корпус Синестро        | Жёлтый     | Страх                                                |
| Корпус Зелёных Фонарей | Зелёный    | Воля                                                 |
| Корпус Голубых Фонарей | Голубой    | Надежда                                              |
| Племя Индиго           | Синий      | Сострадание                                          |
| Звёздные Сапфиры       | Фиолетовый | Любовь                                               |
| Корпус Чёрных Фонарей  | Чёрный     | Смерть                                               |
| Корпус Белых Фонарей   | Белый      | Жизнь                                                |

## Отзывы критиков
Серия получила множество положительных отзывов. Сайт Comic Book Resources поставил первому и третьему выпускам 5 звёзд из 5, а второй получил 4,5 звезды. IGN также оценила положительно, рейтинги выпусков колеблятся от 8,7 до 9,3 баллов из 10 возможных.

## Светлейший день
В начале января 2010 года, DC Comics анонсировала, что после окончания Темнейшей ночи состоится запуск другой серии — Светлейший день. Двадцать пять выпусков под авторством Джеффа Джонса и Питера Томази выйдут с периодичностью дважды в месяц. Кроме того, в серии Action Comics начнутся события, в которых Лекс Лютор намеревается найти энергию Корпуса Чёрных Фонарей, после того, как стал одержим силой Оранжевого Агента — алчностью.

### Вступительные события
- Green Lantern (vol. 4) #39-42 (май-июль, 2009)
- Green Lantern Corps  #33-38 (апрель-август, 2009)
- Titans #15 (июль, 2009)
- Solomon Grundy #7 (ноябрь, 2009)

### Основные выпуски
- Blackest Night #0-#8 (июль, 2009 — май, 2010)[38]

### Война Света
- Green Lantern vol 4 #43-#52 (сентябрь, 2010 — май, 2010)
- Green Lantern Corps #39-#46 (октябрь, 2009 — май, 2010)
- Blackest Night: Tales of the Corps #1-#3 (сентябрь, 2009)[39][40]

### Спецвыпуски
- Adventure Comics (Volume 2) #4-#7 (январь, 2010 — апрель, 2010)[41]
- Atom/Hawkman #46 (март, 2010)[42]
- Blackest Night: Batman #1-#3 (октябрь, 2009 — декабрь 2009)[43]
- Blackest Night: Flash #1-#3 (февраль, 2010 — апрель, 2010)[44][45]
- Blackest Night: JSA #1-#3 (февраль, 2010 — апрель, 2010)[46]
- Blackest Night: Superman #1-#3 (октябрь, 2009 — декабрь 2009)[47]
- Blackest Night: Titans #1-#3 (октябрь, 2009 — декабрь 2009)[48]
- Blackest Night: Wonder Woman #1-#3 (февраль, 2010 — апрель, 2010)[49]
- Booster Gold (Volume 2) #26-#27 (январь, 2010 — февраль, 2010)[50][51]
- Catwoman (Volume 3) #83 (март, 2010)[52][53]
- Doom Patrol (Volume 5) #4-#6 (январь, 2010 — март, 2010)[54]
- Green Arrow/Black Canary #30 (апрель, 2010)[55][56]
- Justice League of America (Volume 2) #39-#40 (январь, 2010 — февраль, 2010)[57]
- Outsiders (Volume 4) #24-#25 (январь, 2010 — февраль, 2010)[58]
- Phantom Stranger (Volume 2) #42 (март, 2010)[59]
- Power of Shazam #48 (март, 2010)[60]
- Question #37 (март, 2010)[61]
- R.E.B.E.L.S. (Volume 2) #10-#11 (январь, 2010 — февраль, 2010)[62]
- Secret Six (Volume 3) #17-#18 (март, 2010 — апрель, 2010)[63]
- Starman (Volume 2) #81 (март, 2010)[53][64]
- Suicide Squad #67 (март, 2010)[65]
- Superman/Batman #66-#67 (январь, 2010 — февраль, 2010)[66]
- Teen Titans (Volume 3) #77-#78 (январь, 2010 — февраль, 2010)[67]
- Weird Western Tales #71 (март, 2010)[68]

### Коллекционные издания
- Blackest Night (твёрдый переплёт, включает в себя Blackest Night #0-#8, июль, 2010 год, ISBN 1-4012-2693-0)
- Blackest Night: Green Lantern (твёрдый переплёт, включает в себя Green Lantern #43-#52, июль, 2010, ISBN 1-4012-2786-4)
- Вlackest Night: Green Lantern Corps (твёрдый переплёт, включает в себя Green Lantern Corps #39-#46, июль, 2010, ISBN 1-4012-2788-0)
- Blackest Night: Tales of the Corps (твёрдый переплёт, включает Blackest Night: Tales of the Corps #1-#3, Green Lantern #49 и Adventures Comics #4-5, июль, 2010 ISBN 1-4012-2790-2)
- Blackest Night: Black Lantern Corps (Volume 1) (твёрдый переплёт, включает Blackest Night: Batman #1-3, Blackest Night: Superman #1-3 и Blackest Night: Titans #1-3, июль, 2010, ISBN 1-4012-2784-8)
- Blackest Night: Black Lantern Corps (Volume 2) (твёрдый переплёт, включает Blackest Night: Wonder Woman #1-3, Blackest Night: JSA #1-3 и Blackest Night: Flash #1-3, июль, 2010, ISBN 1-4012-2785-6)
- Blackest Night: Rise of the Black Lanterns (твёрдый переплёт, включает Power of Shazam! #48, Catwoman #83, Question #37, Phantom Stranger #42, Weird Western Tales #71, Atom/Hawkman #46, Adventures Comics #7, Green Arrow #30 и Starman #81, июль, 2010, ISBN 1-4012-2789-9)